# Leucopholis molitor
Leucopholis molitor är en skalbaggsart som beskrevs av Hermann Burmeister 1855. Leucopholis molitor ingår i släktet Leucopholis och familjen Melolonthidae. Inga underarter finns listade i Catalogue of Life.